# PRIZMA (program za nadziranje)
PRIZMA je računalni program za elektroničko nadziranje koji se koristi za upravljanje stranih informacija skupljenih preko interneta i drugih elektroničkih uređaja te je klasificiran kao tajna s povjerljivim informacijama kojeg vodi američka National Security Agency (NSA) od 2007. PRIZMA, što je skraćenica za "Uređaj za planiranje integracije, sinkronizacije i menadžmenta resursa", je stoga vladina šifra za pokušaj skupljanja informacija znan službeno kao US-984XN.
Izvještaji složeni na temelju procurenih informacija opisuju program PRIZMA kao sustav dubokog nadziranja tijekom komunikacija uživo, pri čemu se pohranjuju razne informacije. Ciljana publika su klijenti raznih korporacija koji žive izvan SAD-a, ili američki državljani koji komuniciraju izvan te države. NSA navodno tako akumulira podatke putem raznih načina (e-pošta, video, glasovni razgovori, fotografije, razmjena datoteka, detalji s društvenih mreža kao što je Facebook).
Ravnatelj državne agencije za informacije, James Clapper, navodi da PRIZMA ne može biti korištena tako da namjerno cilja na Amerikance ili ikoga tko živi u SAD-u. Navodi da Američki kongres i tajni sud nadgledaju program te se brinu da se skupljanje i zadržavanje tajnih podataka Amerikanaca svodi na minimum. 
Washington Post piše da procureni dokumenti ukazuju da je PRIZMINA aktivnost "glavni izvor sirovih informacija koje se koriste za izvještaje o analizama NSA." 2013. na vidjelo je izbio skandal kada je Američki nadzorni sud za strane informacije izdao direktivu telekomunikacijskom poduzeću Verizonu, da preda NSA-i zapise svih njenih klijenata i telefonskih razgovora istih svakodnevno.
Zviždač u NSA-i, William Binney, je izjavio da je PRIZMA samo još jedan u nizu izvora informacija: "Telekomunikacijska poduzeća su NSA-i davala pristup svojim linijama za komunikaciju. Uređaji poduzeća Narus, koje je NSA stavila u razne sobe oko optičke mreže AT&T-a, ili Verizonova mreža, nisu mogli skupiti sve. Mogli su većinu, ali ne i sve. Stoga kako bi prikupili sve podatke, morali su ići do pružatelja usluga kako bi ispunili prazna polja. Zato i postoji PRIZMA - kako bi popunila nepoznanice. Također daje FBI-ju temelj za predstavljanje dokaza na sudu."
"Paralelni program, znan pod šifrom BLARNEY, skuplja metapodatke dok putuje širom interneta. BLARNEY-jev sažetak [...] ga opisuje kao program za skupljanje informacija kako bi dobio pristup i iskoristio strane informacije koje su skupljene od globalnih mreža.” Guardian je također 8. lipnja 2013. otkrio još jedan veliki sustav za praćenje podataka preko interneta, koji se zove "Boundless Informant" (bezgranični doušnik) nakon što su procurile informacije o istom.

## Vanjske poveznice
- Najveći skandal za Obamu: Amerika špijunirala bukvalno sve!
- Facebook i Google "ne znaju ništa" o "Prizmi"  Arhivirana inačica izvorne stranice od 12. kolovoza 2013. (Wayback Machine)